# Dat Nguyen
Dat Tan Nguyen (* 25. September 1975 in Fort Chaffee, Arkansas) ist ein ehemaliger US-amerikanischer American-Football-Trainer und -Spieler auf der Position des Linebackers. Er spielte bei den Dallas Cowboys in der National Football League (NFL).

## Kindheit
Nguyens Kindheit war geprägt von den Auswirkungen des Vietnamkrieges. Seine Eltern Ho und Tam Nguyen flohen unter Zurücklassung ihres Besitzes in den letzten Tagen mitten in der Nacht mit seinen fünf Geschwister, die lediglich mit Pyjamas bekleidet waren, nach Thailand. Diese Flucht war für die Familie ein Alptraum, ihre finanziellen Mittel beliefen sich auf 10 Dollar Bargeld, die Versorgung auf dem Boot war schlecht und es wurde ständig von Truppen des Vietcongs beschossen. Ziel der Flucht war eigentlich ein amerikanisches Kriegsschiff, welches vor der vietnamesischen Küste lag und die Flüchtlinge nach Guam hätte bringen sollen. Das Flüchtlingsboot verpasste das Kriegsschiff, notgedrungen mussten sich die Flüchtlinge in einer zehn Tage andauernden Seereise nach Thailand durchschlagen. Die Mutter von Nguyen war zu diesem Zeitpunkt mit ihm schwanger und die ganze Reise über seekrank. Wenige Monate nach ihrer Ankunft in Thailand konnte die Familie in die USA ausreisen, wo Nguyen zwei Monate später in einem Flüchtlingslager geboren wurde. In den USA wurde die Familie anschließend von einer katholischen Kirchengemeinde aufgenommen und mit dem notwendigsten versorgt. Später zog sie nach Texas um, wo Nguyen dann aufwuchs.
Die Flucht seiner Familie, die beschwerlichen Lebensumstände für sie in den USA waren für Nguyen prägend. Seine Mutter übte an der Küste in Rockport zwei Jobs aus – sie arbeitete in zwei Restaurants, in dem einen als Köchin, in dem anderen als Tellerwäscherin. Sein Vater arbeitete in der Shrimpindustrie 14 Stunden am Tag. In der Schule galt Nguyen als Außenseiter, die finanziellen Möglichkeiten seiner Familie waren begrenzt, was bei seinen Mitschülern als Makel galt. Schnell wurde ihm bewusst, dass er nur seiner Familie trauen kann. Ein Collegestudium war für ihn zunächst nicht denkbar. Auf dem Footballplatz fand Nguyen sein Refugium, er stellte mehrere Schulrekorde auf, was auch den Scouts des College Football nicht verborgen blieb.

## College
Nguyen erhielt ein Stipendium an der Texas A&M University in College Station, Texas. Sein Trainer in College Station, R. C. Slocum, hatte ihn auf einer Reise durch Schulen der texanischen Küste kennengelernt und konnte seine Eltern, die keine Ahnung von Football hatten, überreden ihn studieren zu lassen, anstatt ihn auf ein Garnelenfischerboot zu schicken. Auch auf dem College gingen die Schmähungen wegen seiner Herkunft weiter, unter anderem wurde er in einem Brief verleumdet, den ein Student dessen Bruder in Vietnam gefallen war, verfasst hatte. Nguyen, der bis zum Beginn seiner Profilaufbahn nie in Vietnam gewesen ist, setzte sich trotzdem durch. Nach seinen eigenen Angaben haben ihm seine Eltern den Willen sich durchzusetzen mit auf den Weg gegeben. Obwohl er für die Position eines Linebackers als zu klein und zu leicht galt (er wog 96 kg bei 1,80 cm Größe), er zudem am Anfang als zu dick galt und mit zu wenig Muskelmasse ausgestattet war, spielte er auf der Position vier Jahre lang und brach dabei mehrere Collegerekorde. Er trat hintereinander in 51 Spielen an und erzielte während seines Studiums insgesamt 517 Tackles, was einen Schnitt von 10,7 pro Spiel bedeutet. 1998 zog er mit seiner Mannschaft, den Texas A&M Aggies in den Cotton Bowl ein. Das Spiel gegen die UCLA ging mit 29:23 allerdings verloren, wobei Ngyugen 20 Tackles und eine Interception erzielte. Auch der Sugar Bowl im Jahr 1999 ging mit 24:14 gegen die Ohio State University verloren. 1998 erhielt Nguyen zwei Preise für seine Leistungen als Abwehrspieler, den Bednarik Award und den Lombardi Award. Für den Dick Butkus Award, den Preis für den besten Collegelinebacker war er nominiert.

## Profilaufbahn
Nguyen wurde in der NFL Draft 1999 in der dritten Runde an 85. Stelle durch die Dallas Cowboys verpflichtet. Nguyen wurde im ersten Jahr nicht nur in der Defense, sondern auch in den Special Teams der Cowboys eingesetzt. In seinem zweiten Profijahr konnte er sich dann eine Stammposition erobern und entwickelte sich als Middle Linebacker zu einem Schlüsselspieler in der Abwehr der Cowboys. Obwohl er sich in deren 3-4-Defense (drei Defensive Linespieler und vier Linebacker) in der Regel wesentlich schwereren Angriffsspielern gegenübersah, gelang es ihm mit seiner Schnelligkeit, seiner Agilität und seiner großen Reichweite, sich durchzusetzen. Ferner entwickelte er Führungsqualitäten und war immer wieder in der Lage, die gegnerischen Angriffsspielzüge vorher zu sagen.
2006 nach sieben Spielzeiten musste Nguyen aufgrund einer Genickverletzung, die er 2005 erlitten hatte, seine Laufbahn beenden. Er erzielte in 90 Spielen in der Regular Season 421 Tackles, sechs Sacks, sieben Interceptions und konnte vier Fumbles erobern, bzw. den Ball danach für sein Team sichern.

## Trainer
Von 2007 bis Januar 2010 arbeitete Nguyen als Assistant Coach bei den Cowboys. Er war unter Head Coach Wade Phillips für die Betreuung der Linebacker zuständig. 2010 nahm er die Stelle des Linebackertrainers an der Texas A&M, seinem ehemaligen College, an. Nach der Saison 2011 verließ er die Universität.

## Privat
Nguyen ist verheiratet und hat zwei Töchter. Durch seine sportlichen Erfolge konnte er seine Familie unterstützen. Diese besitzt mittlerweile ein eigenes Restaurant Hu Dat, benannt nach ihm und seinem Bruder. Mittlerweile besitzt das Unternehmen mehrere Filialen. In Vietnam ist Nguyen vollkommen unbekannt, da Football bei weitem nicht an die Popularität von Fußball herankommt.